# Kostarická vlajka

Kostarická vlajka
Poměr stran: 3:5

Kostarická národní vlajka
Poměr stran: 3:5

Vlajka Kostariky je tvořena listem o poměru stran 3:5 s pěti vodorovnými pruhy – modrým, bílým, červeným, bílým a modrým o poměru šířek 1:1:2:1:1, v levé části prostředního pruhu je v bílém oválu kostarický státní znak.
Barvy vlajky byly inspirovány francouzskou vlajkou a symbolizují tak revoluční motto Liberté, égalité, fraternité (česky Volnost (svoboda), rovnost, bratrství). Modrá barva symbolizuje také nebe, intelektuální myšlení a vytrvalost, bílá symbolizuje štěstí, moudrost a mír a červená teplo, lásku a krev prolitou za svobodu.

## Historie
Území dnešní Kostariky bylo osídleno již kolem roku 5000 př. n. l. Při své čtvrté výpravě tu v září roku 1502 přistál Kryštof Kolumbus. V roce 1524 bylo kostarické území začleněno do Generálního kapitanátu Guatemala. Prvními vlajkami v pokolumbovské éře tedy byly španělské vlajky, od roku 1785 státní a válečná vlajka Španělského království.
15. září 1821 byl provinční radou provincie Guatemala vyhlášen zákon o nezávislosti Střední Ameriky (Guatemaly) a byla vyhlášena nezávislá Kostarická republika. Bojovníci za nezávislost užívali, dle některých zdrojů, vlajku, tvořeno třemi vodorovnými pruhy – světle modrým, žlutým a světle modrým. Modré pruhy symbolizovaly dva oceány (Atlantský a Tichý) žlutý pak Střední Ameriku.
10. ledna 1822 byla Kostarika (společně s dalšími středoamerickými republikami) připojena k Mexickému císařství a užívaly se mexické vlajky.
14. dubna 1823 byl mexický císař svržen a vyhlášena republika. V této souvislosti byla změněna mexická vlajka a tím i vlajka užívaná v Kostarice.

Španělská vlajka Kostariky (1785–1821) Poměr stran: 2:3
Kostarická vlajka (1821–1823) Poměr stran: 2:3
Mexická vlajka Kostariky (1821–1823) Poměr stran: 4:7
Mexická vlajka Kostariky (1823) Poměr stran: 4:7

10. května 1823 byla vyhlášena Svobodná Kostarika jako nezávislý stát. Nová vlajka byla zavedena a poprvé vztyčena 6. června 1823. Byla tvořena bílým listem s červenou šesticípou hvězdou. Hvězda symbolizovala Kostariku, jako silnou a zářící oblast, a také to, že politický řád nově vzniklého státu je v rovnováze s přírodními a duchovními zákony.
4. března 1824 se Kostarika stala (společně s Guatemalou, Salvadorem, Hondurasem a Nikaraguou) členem federace Spojených středoamerických provincií (založených 10. července 1823). Vlajka federace byla (od 21. srpna 1823) tvořena listem se třemi vodorovnými pruhy – modrým, bílým a modrým, s  uprostřed umístěným znakem federace. Vlajka federace se stala i jedinou oficiální vlajkou Kostariky.
2. listopadu 1824 přijala Kostarika vlastní vlajku, která se od federální lišila tím, že do spodního, modrého pruhu přibyl nový kostarický znak.
22. listopadu 1824 byl název federace změněn na Středoamerická spolková republika (oficiálně se tak ale stalo 10. dubna 1825). Vlajkou se stal list se třemi vodorovnými pruhy – modrým, bílým a modrým a uprostřed umístěným státním znakem spolkové republiky.
V této souvislosti byl změněn i znak na kostarické vlajce.

Kostarická vlajka (1823–1824) Poměr stran: 2:3
Vlajka Spojených středoamerických provincií v Kostarice (1824) Poměr stran: 2:3
Kostarická vlajka (1824) Poměr stran: 2:3
Vlajka Středoamerické spolkové republiky v Kostarice (1824–1938/1840) Poměr stran: 2:3
Kostarická vlajka (1824–1838) Poměr stran: 2:3

15. listopadu 1838 vyhlásila Kostarika nezávislost a v dubnu 1840 formálně vystoupila z federace. Pro toto období není známo, jakou vlajku užívala, zřejmě šlo o list se třemi vodorovnými pruhy – modrým, bílým a modrým, možná doplněným o znak, jehož podoba ale není známa. (není obrázek)
21. dubna 1840 zavedla Kostarika novou vlajku, tvořenou třemi vodorovnými pruhy – modrým, bílým a modrým s novým státním znakem v prostředním, modrém pruhu.
Po svržení diktátora Braulia Carrilla (12. dubna 1842) bylo 20. dubna obnoveno užívání vlajky. bez znaku. (není obrázek)

Kostarická vlajka (1840–1842) Poměr stran: 2:3

31. srpna 1848 byla vyhlášena Kostarická republika a 29. září byla přijata nová vlajka, tvořená listem o poměru stran 2:3 s pěti vodorovnými pruhy – modrým, bílým, červeným, bílým a modrým o poměru šířek 1:1:2:1:1. Ve středu listu byl v červeném pruhu nový státní znak, který částečně zasahoval i do bílých pruhů. Vlajka byla poprvé vztyčena 12. listopadu na hlavním náměstí v San José, hlavním městě Kostariky. Vlajku navrhla manželka prezidenta Josého María Castro Madrize (Pacífica Fernández de Castro), která obdivovala revoluční Francii a barvy tak byly inspirovány francouzskou vlajkou a symbolizovaly tak revoluční motto Liberté, égalité, fraternité (česky Volnost (svoboda), rovnost, bratrství). Modrá barva symbolizovala také nebe, intelektuální myšlení a vytrvalost, bílá symbolizovala štěstí, moudrost a mír a červená teplo, lásku a krev prolitou za svobodu.
27. listopadu 1906 byl (dekretem Kostarického ústavního kongresu č. 18) změněn státní znak a tím i vlajka. Poměr stran vlajky byl změněn na 3:5. (není obrázek)
13. června 1934 byla upravena kresba znaku na vlajce a zároveň byl vložen (místo do kruhového pole) do bílého pole ve tvaru oválu.
K další změně znaku (a tím i vlajky) – počet hvězd se zvýšil z pěti na sedm, došlo 21. října 1964. Na vlajce bylo oválné pole se znakem nově protáhlejší.

Kostarická vlajka (1848–1906) Poměr stran: 2:3
Kostarická vlajka (1934–1964) Poměr stran: 3:5
Kostarická vlajka (1964–1998) Poměr stran: 3:5

K poslední změně státního znaku (a tím i vlajky) došlo 5. května 1998 (prováděcí vyhlášku č. 26853-SP). Bílé pole má nově plnější tvar (podobně jako v letech 1934–1964).

## Vlajky kostarických provincií

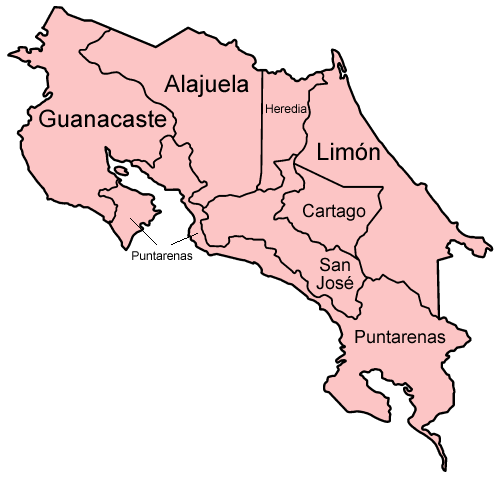
Provincie Kostariky

Kostarika je unitární stát, který se administrativně člení na sedm provincií.

Alajuela Poměr stran: 2:3
Cartago Poměr stran: 2:3
Guanacaste Poměr stran: 2:3
Heredia Poměr stran: 5:9
Limón Poměr stran: 2:3
Puntarenas Poměr stran: 5:8
San José Poměr stran: 2:3